# Serge Gainsbourg (metrostation)
Serge Gainsbourg is een metrostation van de Metro van Parijs langs metrolijn 11 gelegen in de gemeente Les Lilas.
Het is het 309e station van de Parijse metro. Het werd geopend op 13 juni 2024 als onderdeel van de oostelijke verlenging van de metrolijn van Mairie des Lilas naar Rosny-Bois-Perrier. Serge Gainsbourg heeft twee zijperrons gescheiden door de metrosporen. De perrons bevinden zich op een diepte van 20 m.
Het station Serge Gainsbourg ligt onder de Boulevard du Général-Leclerc-de-Hautecloque, tussen de de Square Henri-Dunant en de Sente Giraud. Het station lijgt niet bij de gelijknamige jardin Serge-Gainsbourg aan de Porte des Lilas, die 1,5 km westelijker ligt. De toenmalige burgemeester van Les Lilas, Daniel Guiraud, had de toestemming van Jane Birkin, rechthebbende en voormalige partner van Serge Gainsbourg, om het metrostation naar de zanger te vernoemen en ze stelde ook voor om een bronzen standbeeld op te richten van de singer-songwriter van Le Poinçonneur des Lilas, een nummer uit 1958 uit zijn debuutalbum "Du chant à la une !…", waarin een referentie zat van Gainsbourg aan de Parijse metro, en het station Porte des Lilas. De keuze na het park ook een metrostation aan Gainsbourg op te dragen veroorzaakte wel controverse. In Parijs circuleerde sinds 26 november 2023 een petitie waarin werd opgeroepen om de naam van het toen nog toekomstige station te veranderen. De ondertekenaars noemen "geweld tegen vrouwen en de pedocriminele, zelfs incestueuze neigingen" van de zanger als argumenten om de naam te wijzigen en stellen dat ze "verontwaardigd zijn dat zijn persoon wordt geëerd in de Parijse metro". De petitie leidde niet tot een naamswijziging.
Het station heeft twee ingangen, een aan de Square Henri-Dunant in het westen en de andere het dichtst bij het kruispunt met de Rue de la Liberté in het oosten. De westelijke toegang heeft de vorm van een kiosk, een klein, licht gebouw, dat alle verticale circulaties naar de stationslobby omvat, een vaste trap, twee roltrappen en twee liften. De oostelijke toegang heeft twee symmetrische trechters, voor een vaste trap en een roltrap.

## Intermodaliteit
Het station wordt 's nachts bediend door de lijnen N12 en N23 van het Noctilien-netwerk van Transilien.
Châtelet · 
Hôtel de Ville · 
Rambuteau · 
Arts et Métiers · 
République · 
Goncourt · 
Belleville · 
Pyrénées · 
Jourdain · 
Place des Fêtes · 
Télégraphe · 
Porte des Lilas · 
Mairie des Lilas
Serge Gainsbourg · 
Romainville - Carnot · 
Montreuil - Hôpital · 
La Dhuys · 
Coteaux Beauclair · 
Rosny-Bois-Perrier